# Breath of Fire (seria)
Breath of Fire (jap. ブレスオブファイア Buresu obu Faia) – japońska seria gier zaprojektowanych przez Tokuro Fujiwarę i wydana przez firmę Capcom. Oryginalnie wydana na konsolę SNES w 1993 jako jedna z pierwszych gier Capcomu typu konsolowa gra fabularna.
Seria składa się z pięciu luźno powiązanych gier noszących wspólny tytuł Breath of Fire.

## Rozgrywka
Cała seria Breath of Fire należy do gatunku gier RPG oraz jego podgatunku, jRPG. Aby ukończyć grę, należy wykonać szereg wynikających z fabuły, jasno określonych przez autorów celów, polegających najczęściej na pokonaniu konkretnego przeciwnika.
Walki we wszystkich grach spod znaku Breath of Fire odbywają się w typowym dla gier jRPG systemie: podczas podróży gracz jest atakowany w różnych odstępach czasu przez losowo wybrane stworzenia (ten element nie występuje w części piątej, Breath of Fire: Dragon Quarter - potwory oraz miejsca ich rozmieszczenia są z góry ustalone).
Walka prowadzona jest w systemie turowym, pozwalającym na wydanie każdej postaci obecnej w drużynie gracza jednej komendy : ataku fizycznego, ataku czarem, obrony, użycia przedmiotu lub ucieczki. Poszczególne części gry dostarczają także możliwości wykorzystania specjalnych umiejętności każdej z postaci lub nauki użytego przez wroga ataku.
Breath of Fire posiada szereg funkcji nie występujących w żadnych innych grach i będących znakiem rozpoznawczym serii. Są to przede wszystkim: Wioska Wróżek (w oryginale Fairy Village), łowienie ryb, nauka ataków od wrogów i System Mistrzów (w oryginale Master System).

## Fabuła
Fabuła wszystkich gier koncentruje się wokół młodego wojownika z niezwykłą mocą imieniem Ryu. Chłopiec przemierzając kolejne światy poznaje i zdobywa nowych towarzyszy, dowiaduje się o swoim pochodzeniu oraz ważnej misji, jaką mu powierzono. Najczęściej jest to obrona świata przed złym bóstwem, któremu tylko Ryu może się przeciwstawić.

## Postacie
Choć w każdej części gry do głównego bohatera dołącza szereg bardzo różnych postaci, istnieją dwaj sztandarowi bohaterowie, pojawiający się we wszystkich odsłonach Breath of Fire.

### Ryu
Ryu (リュウ, Ryū) – główny bohater gry. Słowo "Ryu" (竜, ryū) po japońsku oznacza smoka.
Młody (około 15 do 20 lat) wojownik posługujący się mieczem, jeden z ostatnich potomków potężnego Klanu Smoka, posiadający możliwość przemiany w to stworzenie, co jest niezwykle użyteczne podczas walki. Wyjątkiem jest Breath of Fire: Dragon Quarter, gdzie moc transformacji pochodzi z zewnętrznych źródeł. O istnieniu Klanu Smoka nic nie wiadomo.
Jest wysoki i dobrze zbudowany. Posiada niebieskie oczy i włosy, przy czym w części piątej są one o wiele ciemniejsze. Ryu w grach od I do IV nie wypowiada żadnego słowa - milczenie głównego bohatera jest częstą praktyką wśród gier jRPG.
Jego specjalną umiejętnością jest wędkarstwo.

### Nina
Nina (ニーナ, Nīna) – jedyna kobieca postać pojawiająca się we wszystkich grach.
Jest to blondwłosa, niebieskooka dziewczyna, obdarzona opierzonymi skrzydłami umożliwiającymi jej lot. W Breath of Fire: Dragon Quarter ukazana jest jako mała dziewczynka, bardzo różna od swoich poprzednich wcieleń. Jest niema, a skrzydła nie wyrosły jej w naturalny sposób.
Specjalizuje się w magii.
W częściach od I do IV jest księżniczką Wyndii - królestwa skrzydlatych ludzi. W części pierwszej między nią a Ryu rodzi się uczucie, pewne wątki w części drugiej pozwalają również wywnioskować, iż pobrali się po zakończeniu gry.